# La Vénitienne (film, 1986)
Pour les articles homonymes, voir La Vénitienne.
Pour plus de détails, voir Fiche technique et Distribution.
La Vénitienne (en dialecte vénitien : La venexiana) est un film italien réalisé par Mauro Bolognini sorti en 1986.

## Synopsis
Au XVIe siècle, à Venise, des fêtes sont organisées. Angela, une très belle veuve, est en mal d'amour. Lors d'une promenade en gondole, elle aperçoit un beau jeune homme, Jules, qui erre dans les rues étroites. Elle tombe sous son charme. Le soir même, au cours d'une procession, ce bel étranger tombe amoureux fou de Valéria, une autre jeune femme superbe. Elle se laisse séduire, et va lui offrir ses faveurs en attendant le retour de son mari parti à Florence. Mais Angela va surenchérir. Jules va passer une nuit mémorable…

## Fiche technique
- Réalisation : Mauro Bolognini
- Scénario : Massimo Franciosa, Mauro Bolognini
- Musique : Ennio Morricone
- Photographie : Giuseppe Lanci
- Producteur : Ciro Ippolito
- Costumes : Aldo Buti
- Date de sortie : 1986 ( Italie) / 9 mars 1988 ( France)
- Genre : Drame
- Durée : 102 minutes

## Distribution
- Laura Antonelli : Angela
- Monica Guerritore : Valeria
- Jason Connery : Jules
- Claudio Amendola : Bernardo
- Clelia Rondinella : Nena
- Cristina Noci : Oria
- Annie Belle
- Stefano Davanzati
- Luigi Di Fiore
- Michelangelo Pace
- Tonino Accolla : Jules (voix)